# Saint-Paul-le-Froid
Saint-Paul-le-Froid è un comune francese di 151 abitanti situato nel dipartimento della Lozère, nella regione dell'Occitania.

## Società

### Evoluzione demografica
Abitanti censiti